# Église Saint-Adrien de L'Isle-en-Dodon
Pour les articles homonymes, voir Église Saint-Adrien.
L'église Saint-Adrien est une église catholique située à L'Isle-en-Dodon, en France.

## Localisation
L'église est située dans le département français de la Haute-Garonne, sur la commune de L'Isle-en-Dodon.

## Historique
L'édifice est classé au titre des monuments historiques en 1907.

## Architecture
L'église est construite en brique.

Construit aux XIVe et XVe siècles, le clocher-tour à quatre niveaux , classé Monument historique en 1907,  est le seul clocher en brique du Comminges .

 Extérieur de l'église 

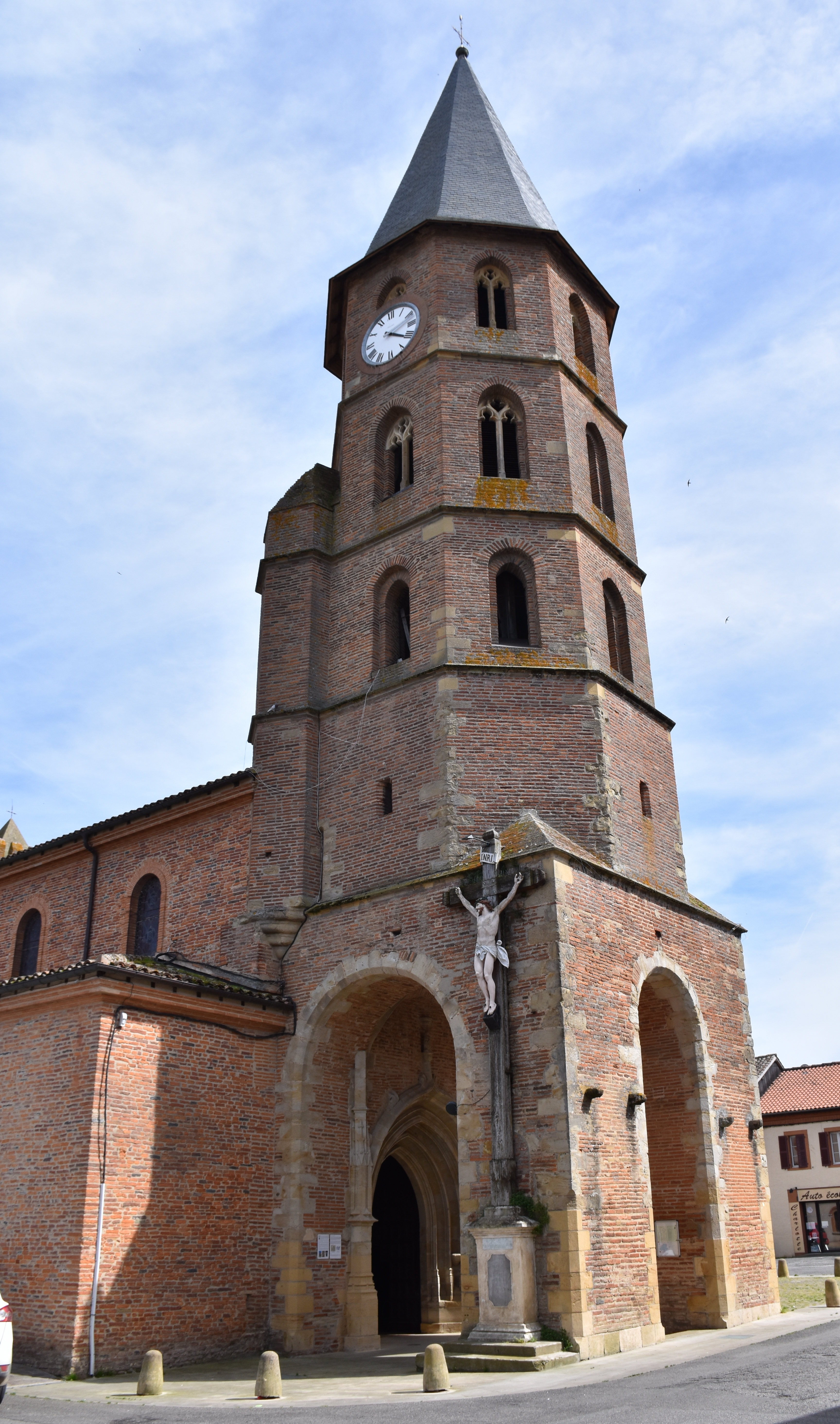
Le clocher-porche de l'église.
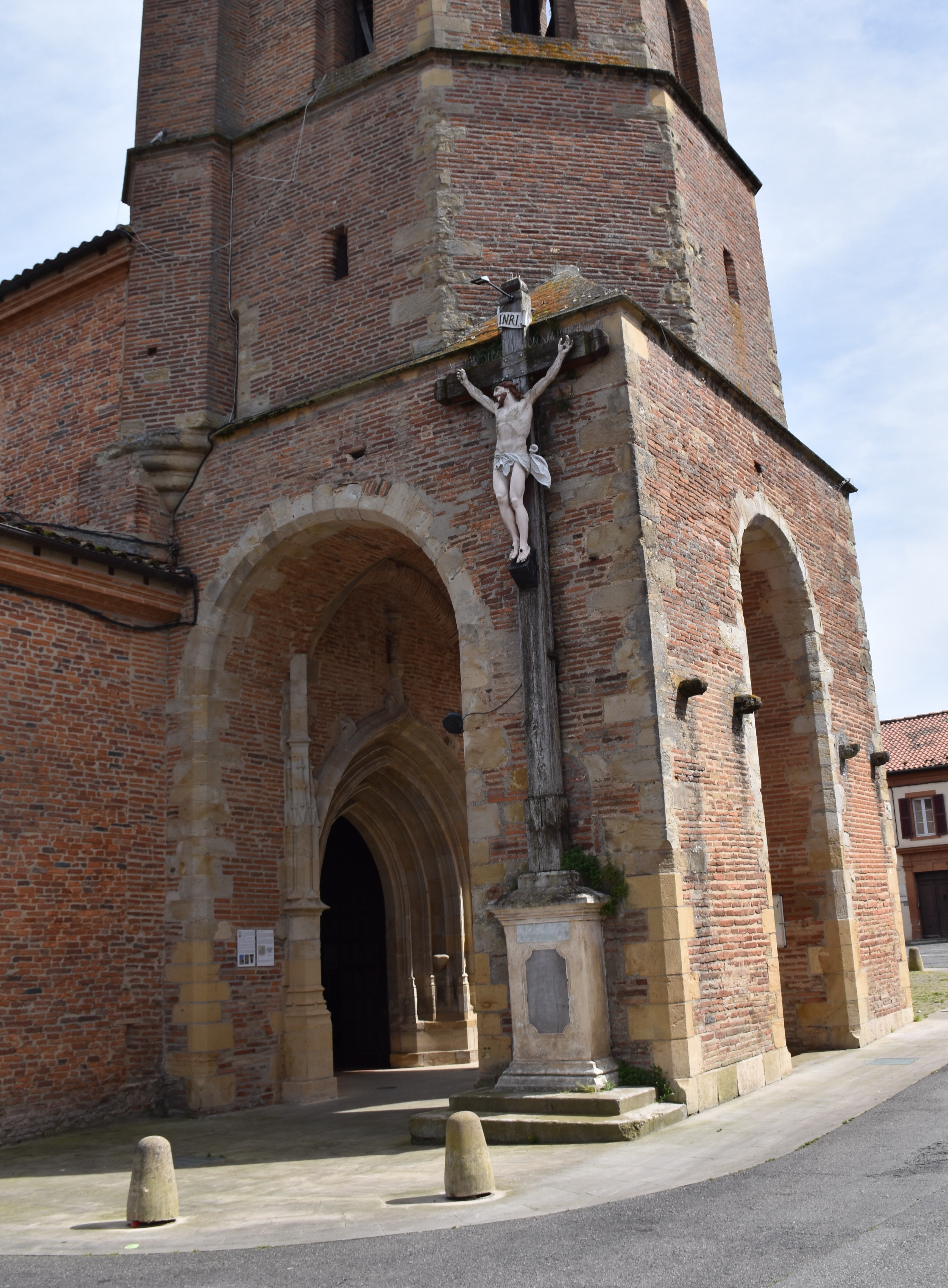
Le porche.
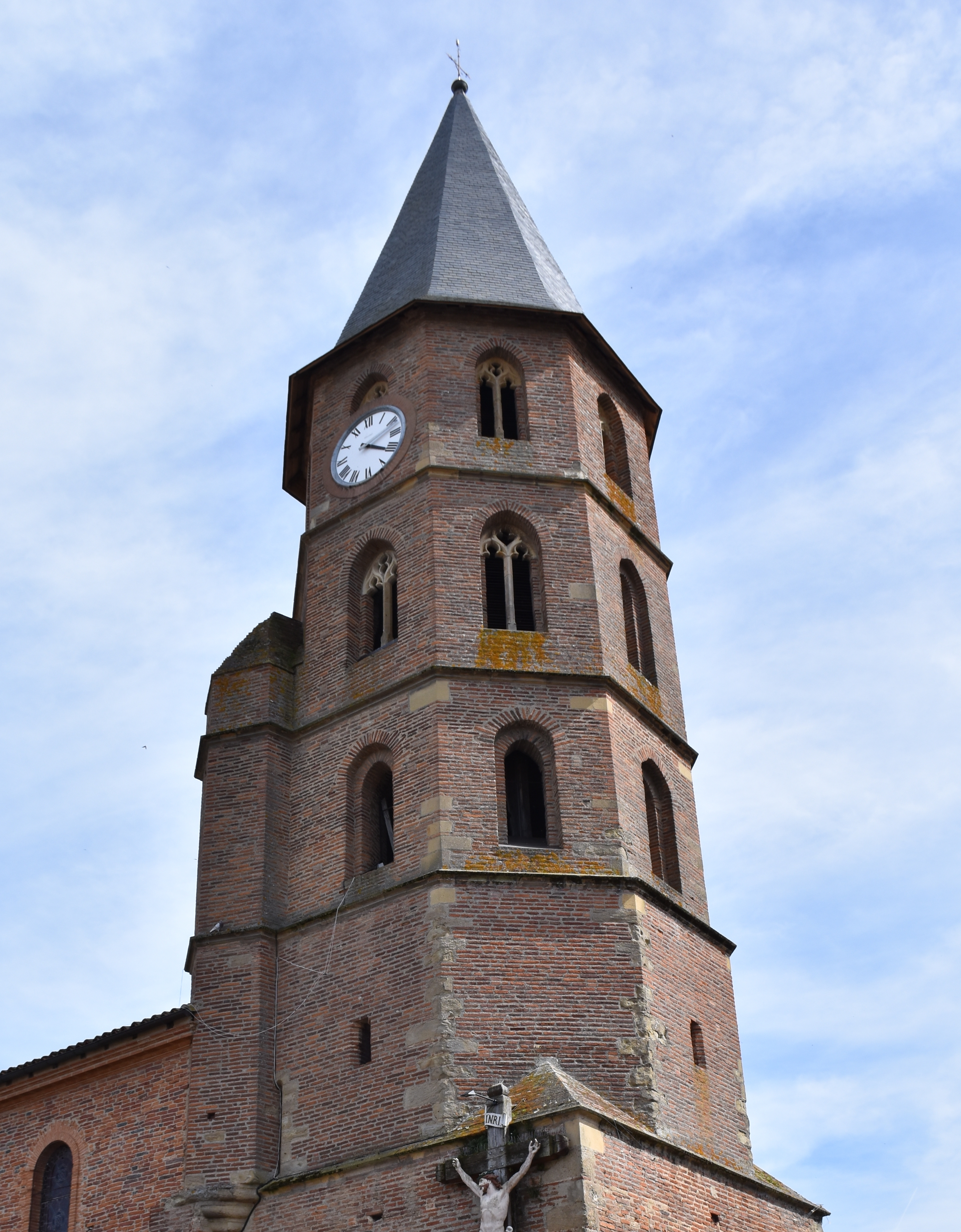
Le clocher octogonal à quatre niveaux.
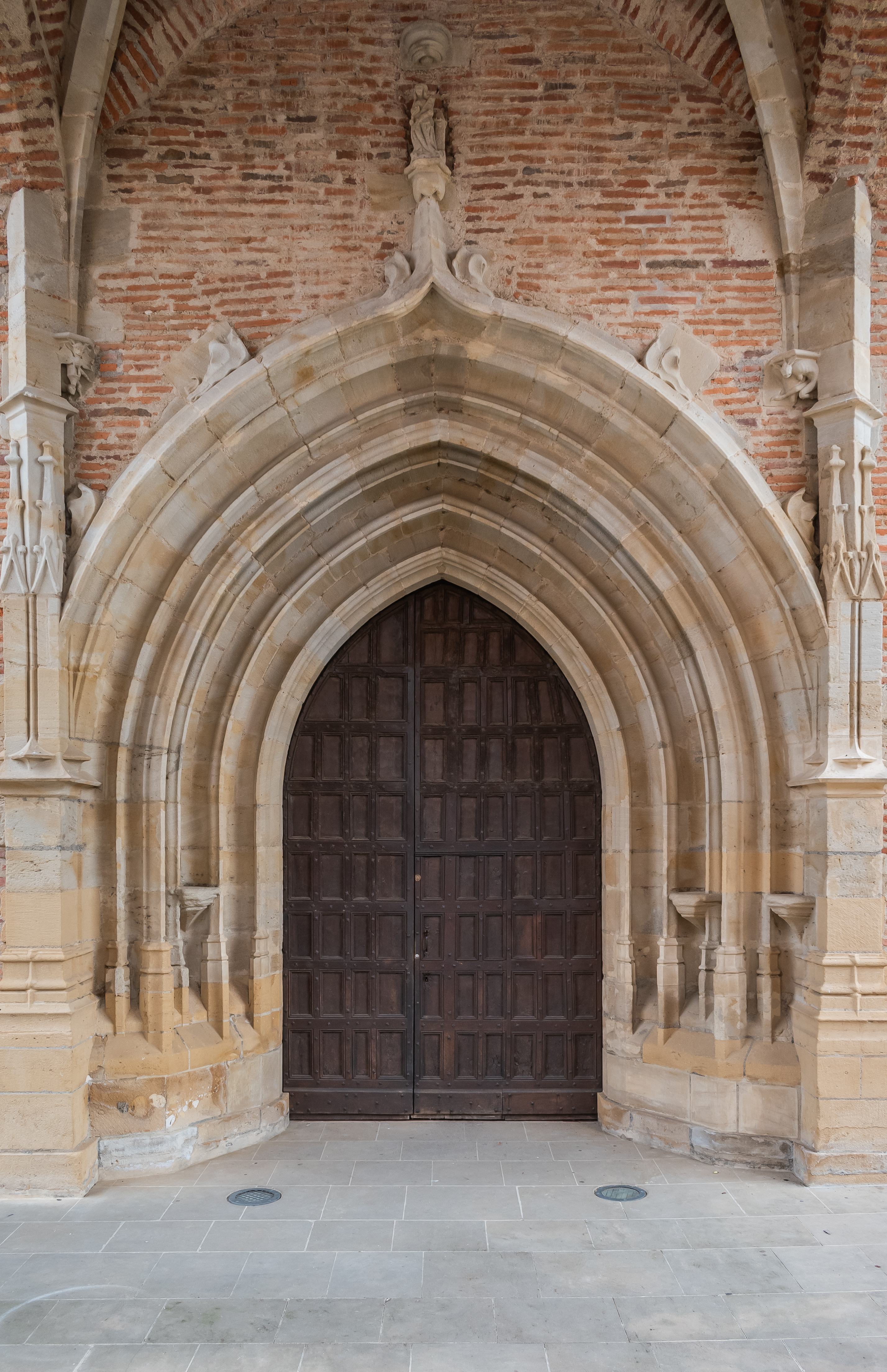
Le porche.
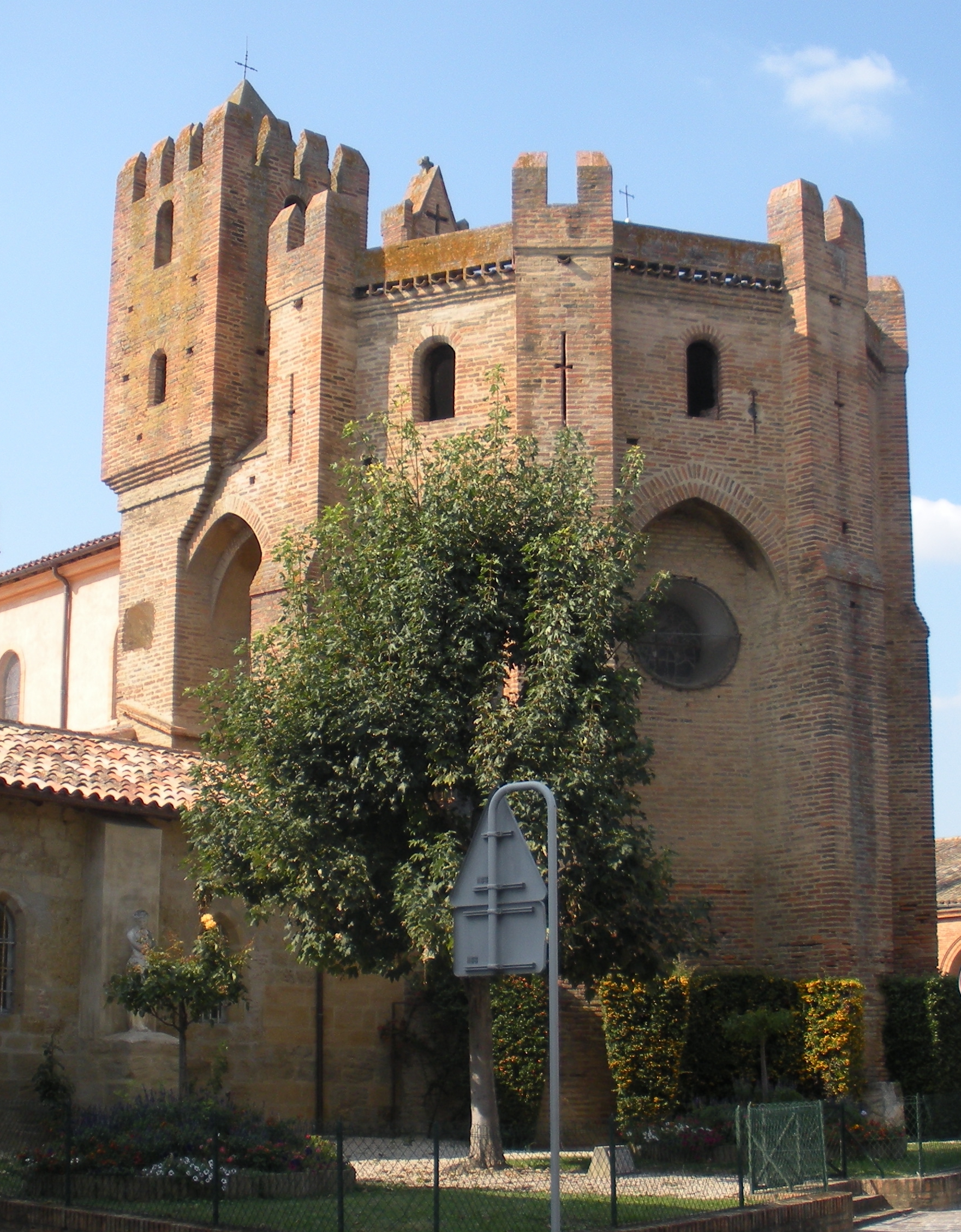
Le chevet fortifié.

 intérieur de l'église 

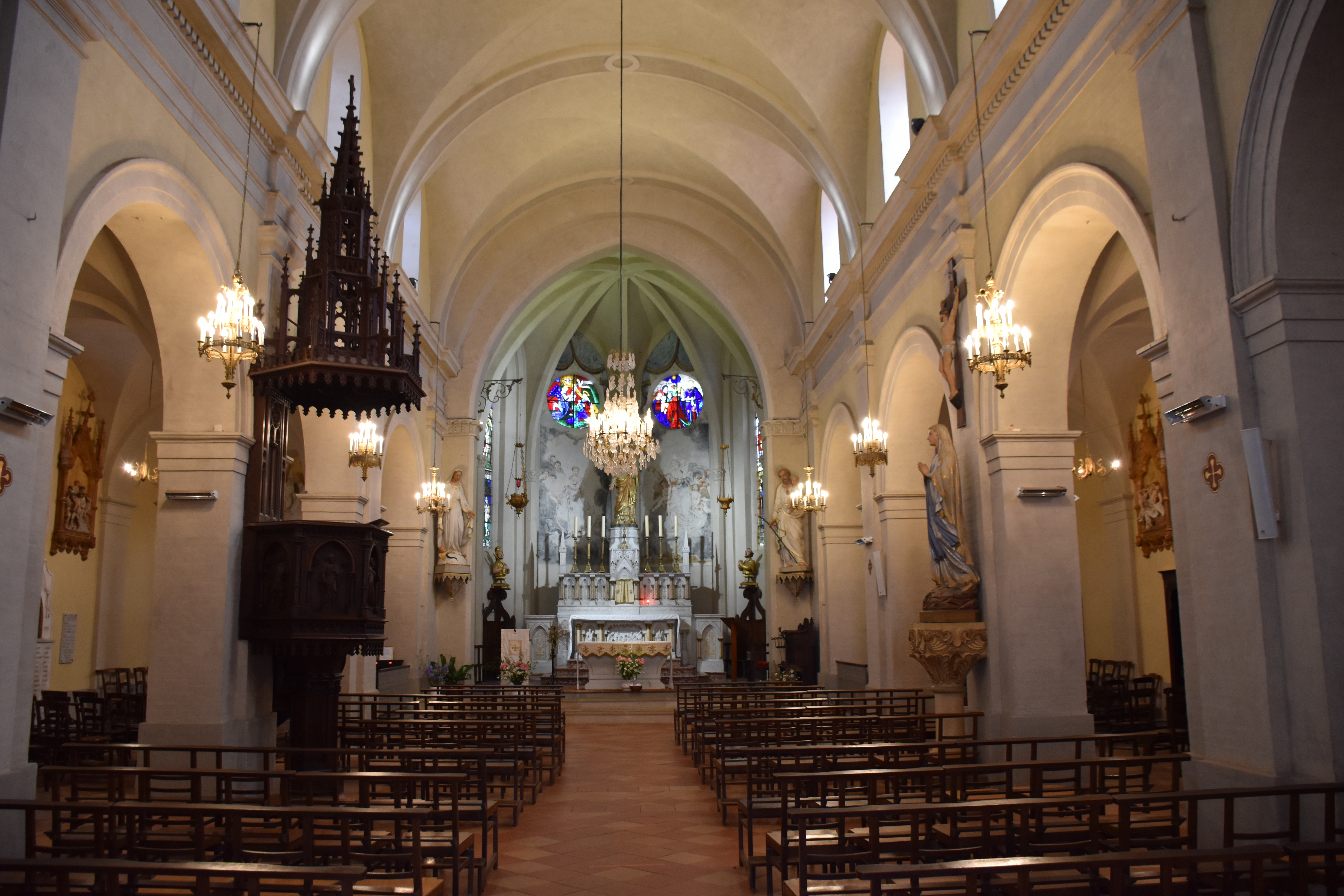
La nef.
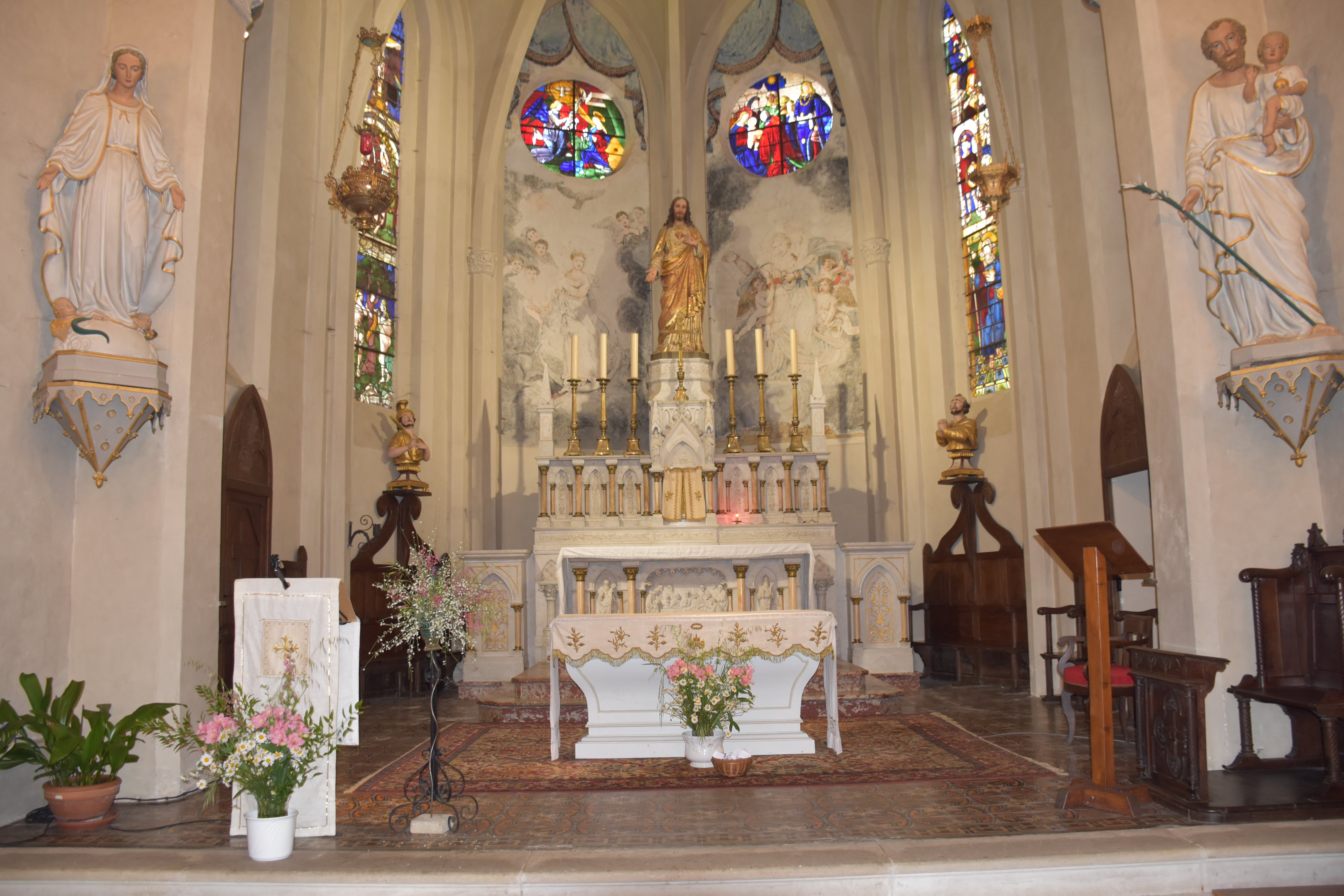
Le chœur.
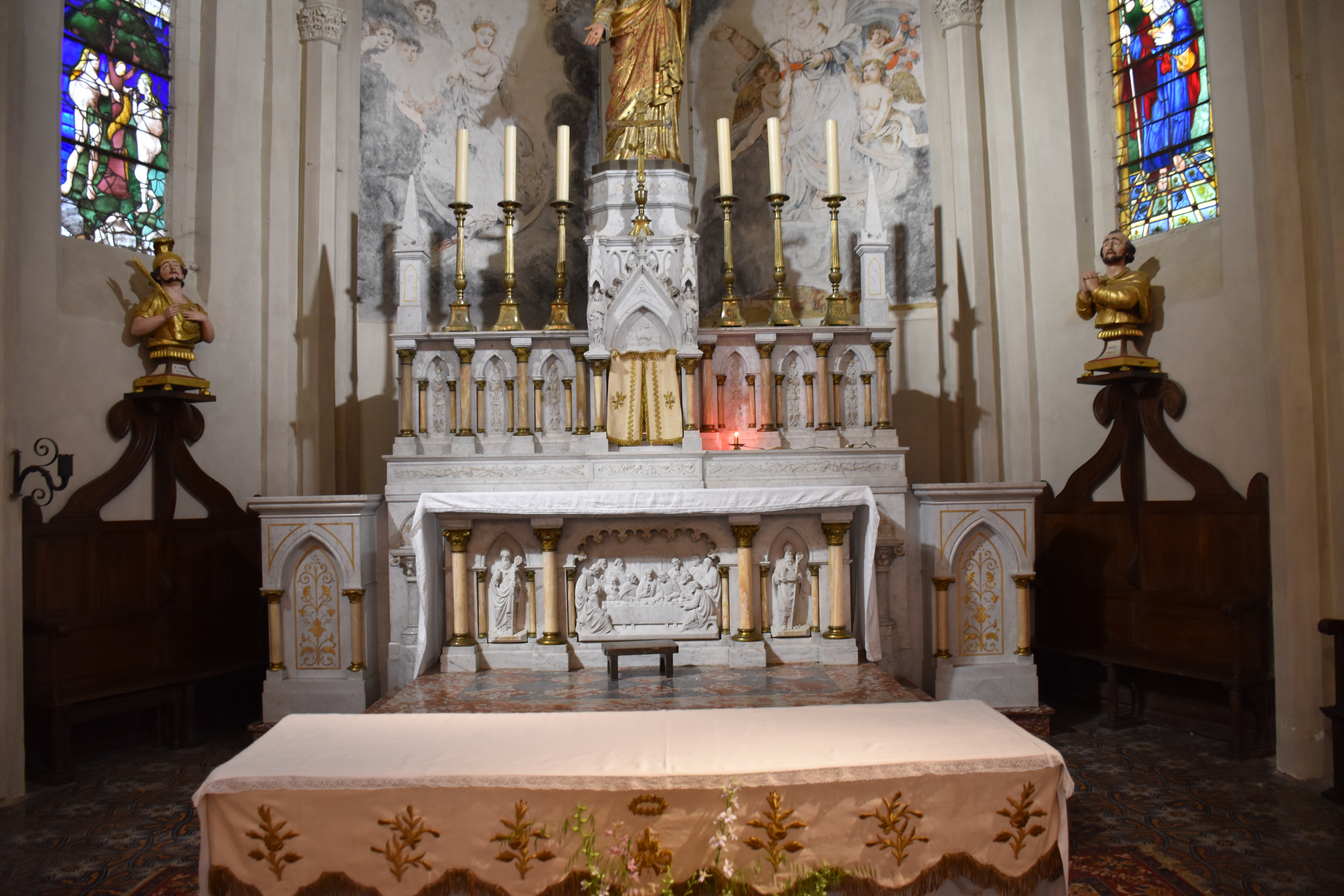
Le chœur.
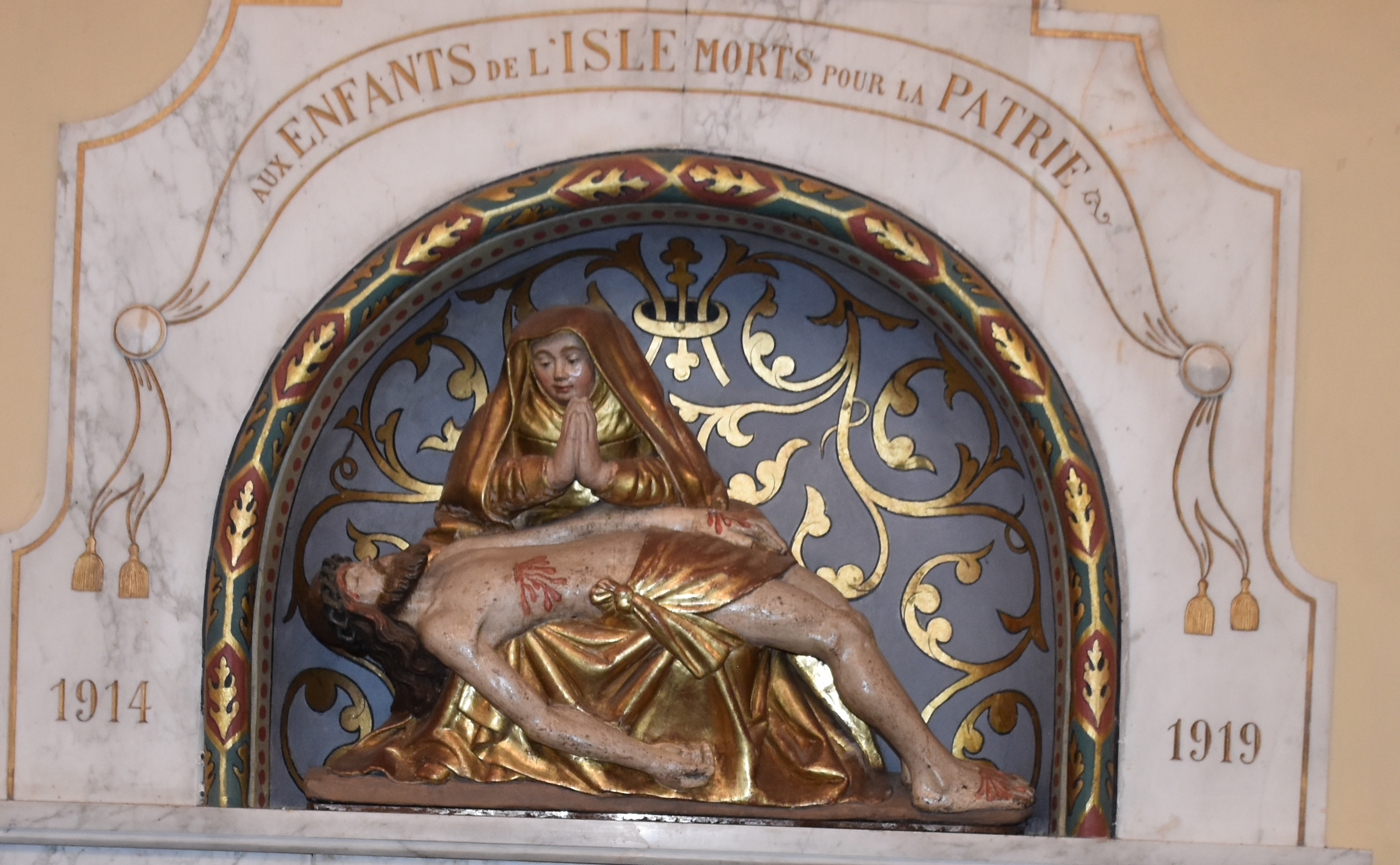
Pieta.
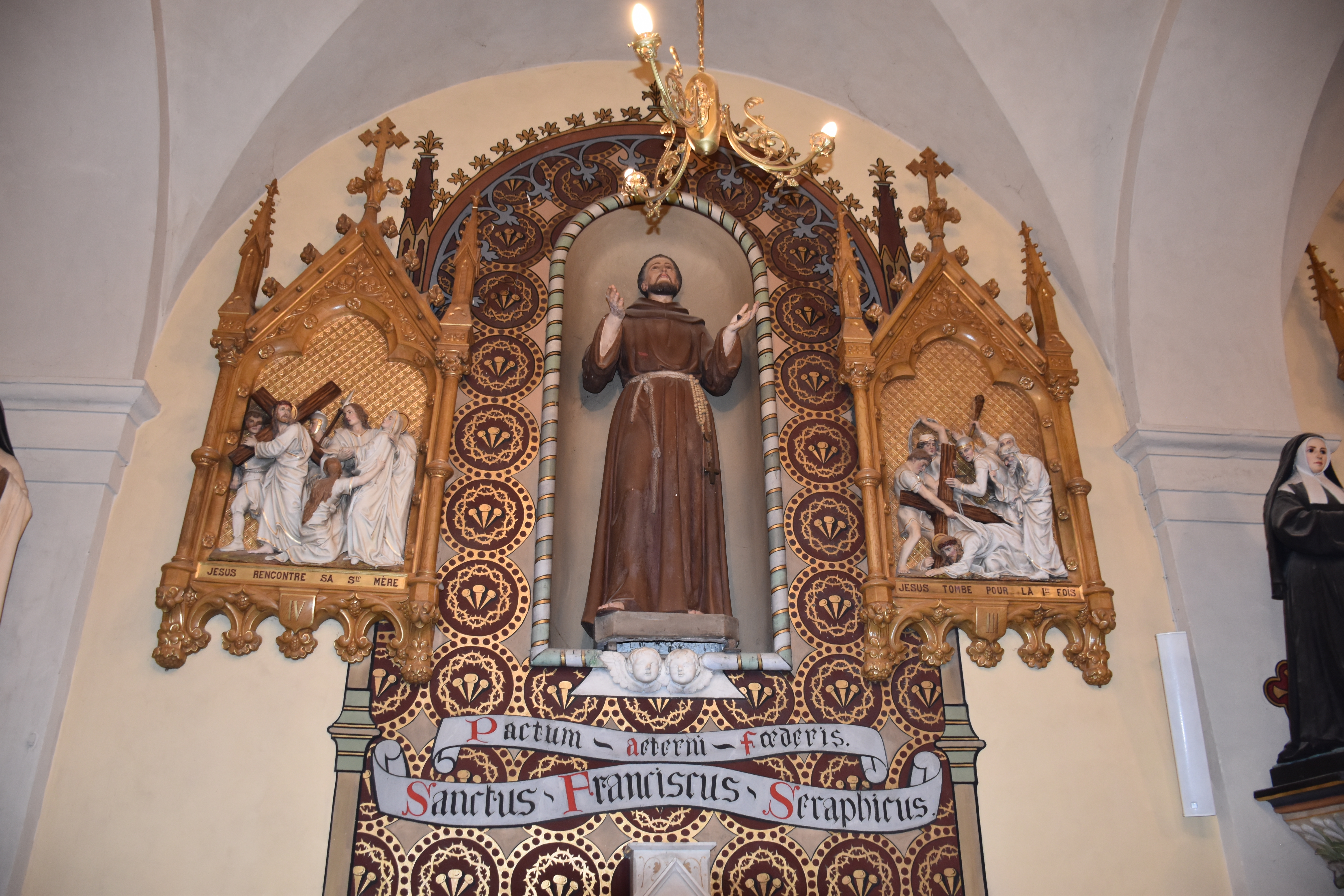